# Pike County, Mississippi
Pike County är ett administrativt område i delstaten Mississippi, USA. År 2010 hade countyt 40 404 invånare. Den administrativa huvudorten (county seat) är Magnolia. 

## Geografi
Enligt United States Census Bureau så har countyt en total area på 1 064 km². 1 059 km² av den arean är land och 5 km² är vatten. 

### Angränsande countyn
- Lincoln County - nord
- Walthall County - öst
- Washington Parish, Louisiana - sydost
- Tangipahoa Parish, Louisiana - syd
- Amite County - väst